# Риал, Мэттью
Мэттью Джозеф Риал (англ. Matthew Joseph Real; род. 10 июля 1999, Дрексел-Хилл, Пенсильвания, США) — американский футболист, защитник клуба «Филадельфия Юнион», выступающий на правах аренды за клуб «Колорадо-Спрингс Суитчбакс».
Мэттью родился в США в семье бразильца и американки.

## Клубная карьера
Риал присоединился к академии клуба «Филадельфия Юнион» перед сезоном 2013/14. В 2016 году он в качестве любителя провёл два матча за «Бетлехем Стил», фарм-клуб «Филадельфии Юнион» в USL. Риал собирался поступать в Университет Уэйк-Форест, где осенью 2017 года присоединился бы к своему товарищу по академии Джоуи Дезарту в университетской футбольной команде, но решил 17 января 2017 года подписать профессиональный контракт с «Бетлехем Стил».
18 января 2018 года Риал подписал с «Филадельфией Юнион» контракт по правилу доморощенного игрока. В MLS он дебютировал 31 марта в матче против «Колорадо Рэпидз». 6 сентября 2020 года в матче против «Нью-Йорк Ред Буллз» он забил свой первый гол в MLS. 2 февраля 2023 года Риал подписал с «Филадельфией Юнион» новый контракт до конца сезона 2024 с опцией продления на сезон 2025.
18 апреля 2024 года Риал был отдан в аренду клубу Чемпионшипа ЮСЛ «Колорадо-Спрингс Суитчбакс» до конца сезона 2024. За «Суитчбакс» он дебютировал 20 апреля в матче против «Инди Илевен».

## Международная карьера
В 2018 году в составе молодёжной сборной США Риал выиграл молодёжный чемпионат КОНКАКАФ. На турнире он сыграл в матчах против команд Пуэрто-Рико, Американских Виргинских Островов, Тринидада и Тобаго, Мексики и Коста-Рики.
В 2019 году Риал принял участие в молодёжном чемпионате мира в Польше. На турнире он сыграл в матчах против команд Украины и Катара.

## Достижения
Командные
 «Филадельфия Юнион»
- Победитель регулярного чемпионата MLS: 2020

 сборная США до 20 лет
- Победитель молодёжного чемпионата КОНКАКАФ: 2018